# Списак археолога
Археологија (од грчких речи αρχαίος = стар, (у савременом грчком и прастар) и λόγος = наука, реч, мисао) је наука која изучава материјалне остатке, тј. све уочљиве трагове људских делатности ради упознавања њихове садржине у одређеном времену и простору, као и њиховог значења у одређеном социјалном, економском и историјском окружењу.

## А
- Барбара Г. Адамс, британски археолог, египтолог и стручњак за прединастичку историју. Радила је дуги низ година у Хиераконполису, где је била једна од директора експедиције, а пре тога је радила у Музеју египатске археологије „Петри“ у Лондону.
- Бранислав Анђелковић, српски музичар, археолог, египтолог и доцент на Филозофском Факултету Универзитета у Београду.
- Драгана Антоновић, српски археолог, специјализована за праисторију и палеометалургију Балкана.[2] Била је предсеница Српског археолошког друштва.
- Марко Алексић, српски археолог, историчар и популаризатор науке.[3][4]

## Б
- Роберт Балард, амерички океанограф и поморски археолог и професор океанографије на универзитету Роуд Ајланд.
- Ђуро Баслер, југословенски и босанскохерцеговачки историчар, археолог и конзерватор, рођен у Сијековцу код Босанског Брода.[5]
- Лудвиг Борхарт, немачки археолог, архитекта и египтолог. Године 1907, основао је „Немачки археолошки институт“ у Каиру и био је у њему директор, све до 1928. године.[6]
- Руђер Бошковић, српски физичар, астроном, математичар и дипломата из средњовековног Дубровника[7] и један од најзначајнијих научника свога времена, уврштен међу 100 најзнаменитијих Срба свих времена.
- Виктор Берар, француски хелениста, археолог, политичар дипломата и писац.
- Србислав Букумировић, српски информатичар, археолог, мултимедијални продуцент и уредник.
- Александар Булатовић, српски археолог и виши научни сарадник Археолошког института у Београду.[8][9]
- Богдан Брукнер, српски археолог, академик и професор на Филозофском Факултету у Новом Саду.

## В
- Џеси Валтер, амерички антрополог, археолог, писац и природњак.
- Михаило Валтровић, српски археолог и први професор археологије на Филозофском факултету у Београду и утемељивач српске археологије.
- Милоје Васић, српски археолог, професор на Београдском универзитету и члан САНУ.
- Јохан Винкелман, немачки археолог и историчар уметности, оснивач теорије класицизма и аутор прве велике синтезе у ликовној уметности.
- Џон Гарднер Вилкинсон, британски египтолог и археолог, један од оснивача британске египтологије.[10]. Током 12 година, од 1821, систематски је истраживао археолошке локалитете у Египту и Нубији, укључујући Карнак, гробнице у Долини краљева и Гебел Баркал, планину поред четврте катаракте.
- Тадеуш Волањски, пољски археолог, словенофил и аутор хипотезе о словенскоме постанку Етрушчана.
- Чарлс Волдстајн, енглеско-амерички археолог.
- Гордана Марјановић Вујовић, српски археолог и управник Археолошког одељења Народног музеја у Београду. Бавила се претежно словенском археологијом.
- Никола Вулић, српски историчар, класични филолог и археолог, предавач на Великој школи у Београду и Београдском универзитету и један од најзначајнијих српских проучавалаца античке прошлости.

## Г
- Бранко Гавела, српски археолог и историчар уметности цинцарског порекла.[11]
- Драга Гарашанин, српски археолог, управница Музеја града Београда, управница праисторијског одељења Народног музеја и жена Милутина Гарашанина.
- Милутин Гарашанин, српски археолог, академик, професор на Филозофски Факултет Универзитета у БеоградуФилозофском Факултету Универзитета у Београду, редовни члан Немачког и Аустријског археолошког института, члан Института за праисторију Италије, потпредседник Међународне уније за проучавање југоисточне Европе при УНЕСКО-у и генерални секретар САНУ.
- Марија Гимбутас, литванско-амерички археолог, позната по изучавању неолита и бронзаног доба Европе.
- Душан Глумац, српски филозоф и универзитетски професор.
- Зигмунт Глогер, пољски историчар, археолог и етнограф.
- Миодраг Грбић, археолог прве генерације школованих археолога у Србији, пионир у научним истраживањима наших до тада неоткривених праисторијских и античких налазишта.
- Андре Лероа Гуран, француски археолог, један од најистакнутијих археолога, антрополога и палеонтолога 20. века, чија је специјалност била праисторија. Био је професор у Лиону и Паризу, директор музеја фр. Musée de l'Homme, највећег француског етнолошког музеја.
- Надежда Гавриловић Витас, српски археолог, класична археологија, научни саветник Археолошког института у Београду

## Е
- Артур Еванс, британски археолог који је открио најпознатији локалитет минојске културе - Кносос, на Криту.
- Џон Еванс, енглески археолог и геолог; отац Артура Еванса.

## З
- Ђорђе Мано Зиси, српски археолог, професор музеологије на Филозофском факултету у Београду, научни саветник Археолошког института и шеф Античког одељења Народног музеја у Београду.
- Стипан Златовић, хрватски историчар археолог и теолог.

## И
- Александар Ивановић, српски археолог.
- Иштван Ивањи, професор у Суботичкој гимназији, историчар и археолог, оснивач и први библиотекар Градске библиотеке у Суботици.

## Ј
- Ђорђе Јанковић, српски археолог, доктор наука и професор универзитета.
- Ивана Искра Јаношић, српски археолог, доктор хуманистичких наука, виши музејски савјетник (у пензији) и бивша директорка Градског музеја у Винковцима.[12]
- Иван Јастребов, руски дипломата, историчар, етнограф и археолог; био је конзул у Скадру, Призрену, Јањини и Солуну.
- Борислав Јовановић, српски археолог и редовни члан САНУ.
- Офер Бар Јосеф, израелски археолог, професор праисторијске археологије на Харвард универзитету и кустос Палеолитске археологија у Пибоди музеју археологије и етнологије. Палеолит је период који највише изчава.
- Игњат Јунг, први сремски археолог. Као аматер, прикупљао је податке и, заједно са детаљним цртежима, слао их часопису Вјесник хрватског археолошког друштва.
- Маркус Јункелман, немачки историчар и експериментални археолог.

## К
- Феликс Каниц, аустроугарски путописац, археолог и етнолог и један од највећих познавалаца југоисточне Европе. Био је краљевски угарски саветник и витез аустријског ордена Фрање Јосифа, носилац медаље за науку и уметност, носилац српског Таковског ордена и ордена Светог Саве и почасни члан Краљевске саксонске академије наука.
- Кирнијак из Анконе, ренесансни хуманиста и колекционар антиквитета са простора данашње Италије. Често се назива оцем археологије.
- Еуген Кирила, румунски класични филолог, археолог и нумизматичар.
- Роберт Колдевај, немачки архитекта и један од најзначакнијих немачких археолога затупник староазијске археологије и важи као оснивач савремене споменичке архитектуре и историјске архитектуре.
- Драгутин Горјановић-Крамбергер, хрватски геолог, палеонтолог и археолог, који је 1899. године на локалитету Хушњаково поред Крапине у Хрватској открио фосилне остатке неандерталца.[13]
- Александрина Цермановић Кузмановић, српски археолог, професор на Филозофском факултету у Београду и шеф катедре за Класичну археологију.

## Л
- Џон Лабок, енглески банкар, политичар, филантроп, археолог, биолог и полиглота; први археолог који је користио термине палеолит и неолит.
- Остин Хенри Лајард, енглески археолог и дипломата који је вршио ископавањима у Мосулу
- Владимир Лековић, српски археолог познат по раду на многобројним налазиштима разних периода у Србији и Црној Гори, као и новим теоријским моделима.
- Луис Лики, кенијски археолог и природњак који је један од првих који су мислили да је Африка колевка људске цивилизације. Члан је познатепородице археолога Лики.
- Ричард Лики, кенијски политичар, палеонтолог и конзерватор и члан чувене породице археолога Лики.

## Љ
- Шиме Љубић, хрватски археолог, историчар и биограф.

## М
- Димитрије Мадас, српски археолог који је истраживао велики број значајних локалитета из свих раздобља у многим крајевима Србије. Био је председник Српског археолошког друштва од 1983. до 1988. године.
- Фабио Манискалко, италијански археолог, специјалиста за заштиту културног добра и есејиста. Он је први на свету применио правила Хашке конвенције из 1954. године о заштити културног добра у случају оружаног сукоба.
- Снежана Маринковић, српски археолог, стручњак за праисторију средњег Баната[14] и музејски саветник у Народном музеју у Зрењанину.[15]
- Габријел Мортиље, француски антрополог и археолог, један од оснивача француске антрополошке школе, који је направио класификацију каменог доба и развоја култура праисторијског човека. Његов модел је базиран на линеарној теорији људске еволуције[16].
- Живко Микић, српски археолог, редовни професор Филозофског факултета Универзитета у Београду и истакнути физички антрополог.
- Александер ван Милинген, шкотски научник, историчар, археолог, професор и свештеник.
- Моника Милосављевић, српски теоријски археолог и доцент на Филозофског факултета Универзитета у Београду.
- Петар Милошевић, српски археолог из Сремске Митровице.
- Ђорђе Милосављевић, српски археолог запослен у привредном друштву за изградњу, обнови и реконструкцију грађевинских објеката КОТО д.о.о у сектору за конзерваторско-рестаураторксе послове
- Миљевић-Ђајић Маја[17], српски археолог и физички антрополог[18], главни уредник археолошког портала Све о археологији.

## Н
- Јон Нестор, румунски археолог, професор археологије на Универзитету у Букурешту, дописни члан Академије наука Румуније и члан бројних научних и стручних организација у Румунији и иностранству.
- Лубор Нидерле, чешки антрополог, археолог, етнограф и историчар.

## О
- Марсел От, белгијски археолог и професор праисторије на Универзитету у Лијежу.[19] Специјалиста је за религију, уметност, социобиологију и Горњи Палеолит у Европи и Средњој Азији.[20]

## П
- Александар Палавестра, српски археолог и редовни професор Филозофског Факултета у Београду који се бави теоријском археологијом, хералдиком и студијом ћилибара.
- Владимир Петковић, српски историчар уметности, археолог, члан САНУ. Главна област истраживања му је била српска средњовековна уметност, посебно фреско-сликарство. У српској историографији поставио је темеље научног изучавања споменичке баштине.
- Петар Патровић, српски археолог, класични филолог и директор Археолошког института. Био је председник Српског археолошког друштва и уредник Гласника Српског археолошког друштва. Систематски је истраживао Источну Србију и Понишавље.
- Владислав Поповић, српски археолог, члан САНУ и редовни професор Филозофског факултета у Београду, на предмету Методологија археолошких истраживања.
- Владимир Пецикоза, српски археолог и руководилац Програма археологије у Истраживачкој станици Петница.[21]

## Р
- Дејан Радичевић, српски археолог познат по истраживању средњовековних налазишта, укључујући и метрополу из доба Немањића пронађену 2013. године на Руднику[22] и локалитет „Ђурине ћелије“ у суседном селу Манојловци.[23] Доцент је на Одељењу археологије Филозофског факултета у Београду[24] и председник Средњовековне секције Српског археолошког друштва.
- Марија Рајхе, немачка математичарка и археолог. Најпознатија је по томе што је од 1940. до краја живота истраживала Наска линије.
- Александар Ратковић, српски археолог, историчар и конзерватор, познат по истраживању Херцеговине.

## С
- Ласло Секереш, археолог и музеолог из Суботице. Од почетка каријере па све до своје смрти био је сарадник Суботичког Градског музеја, којем је једну деценију био и директор.
- Павле Соларић, српски лингвиста, географ, археолог, просветитељ и песник[25].
- Драгослав Срејовић, српски археолог, културни антрополог, редовни професор Филозофског факултета Универзитета у Београду и академик. Руководио је археолошким ископавањима 67 праисторијских и античких локалитета у Србији, Босни и Црној Гори (Дукља, Сребреница, Лепенски Вир, Власац, Дивостин, Гамзиград, Шаркамен и др.). Објавио је више од 200 радова у земљи и иностранству. За књигу Лепенски Вир добио је Октобарску награду Београда (1970). За дописног члана САНУ изабран је 1974, а за редовног 1983. године. Био је директор Галерије САНУ од 1989, а потпредседник САНУ од 1994. године.
- Светозар Нани Станковић, српски археолог, стручњак за балкански неолит и дугогодишњи сарадник Одељења за археологију Филозофског факултета у Београду.[26]
- Софија Стефановић, српски биоархеолог, физички антрополог и редовни професор на катедри за археологију Филозофског факултета у Београду.[27]
- Срђан В. Стојанчев, српски новинар, научни публициста, археолог, библиофил и истраживач културе.[28] Један је од оснивача и текући је председник Српског библиофилског друштва.
- Игор Стојић, српски археолог, физички антрополог и културни активиста. Радио је у Археолошком институту у Београду, а након тога у Историјском институту САНУ у Београду.[29]
- Ђорђе Стратимировић, српски археолог и књижевник. Бавио се лепом књижевношћу и ако је највише објављивао археолошке радове из историје југословенских народа.

## Т
- Ненад Тасић, српски археолог и редовни професор на одељењу археологије Филозофског факултета Универзитета у Београду на катедри за методологију археолошких истраживања. Син је Николе Тасића.
- Никола Тасић, српски археолог-балканолог, научни саветник и директор Балканолошког института САНУ, редовни професор Филозофског факултета у Новом Саду, члан САНУ и Европске академије наука и уметности. Био је трећи археолог запослен као генерални секретар САНУ. Водио је ископавања на четрдесетак налазишта, најпознатија су Винча — Бело брдо, Белегиш, Гомолава и Градина на Босутуу.
- Гордана Томовић, српски историчар, палеограф и археолог, специјализована за средњи век.[30]
- Станко Трифуновић, српски археолог познат по истраживању античких и средњовековних налазишта у Војводини. Музејски је саветник Музеја Војводине у Новом Саду.[31]
- Сава Тутунџић, српски археолог, египтолог, професор Филозофског факултета Универзитета у Београду за предмет Археологија Блиског истока, главни и одговорни уредник Зборника Филозофског факултета, председник Секције за археологију Блиског истока и члан управног одбора Српског археолошког друштва, члан Међународне асоцијације египтолога (Берлин) и Међународног биографског центра (Кембриџ).

## Ф
- Ежен Фланден, француски оријенталиста, сликар, археолог и политичар. Фланденови археолошки цртежи и војне скице данас се сматрају вреднијима него његове уметничке слике. Најпознатији је по цртежима и скицама староперсијских споменика из ахеменидског доба, попут Персеполиса, које је посећивао на путовањима с архитектом Паскалом Костом између 1839. и 1841.[32]

## Х
- Захи Хавас, египатски археолог, египтолог, бивши генерални секретар Високог савета за старине Египта (2002—2011) и први Министар за старине Египта (2011). Био директор платоа Гизе, а такође је истраживао археолошка налазишта у делти Нила, Либијској пустињи и у Горњем и Доњем Египту. Последњих неколико година је привукао светску медијску пажњу честим појављивањима у телевизијским документарним емисијама посвећеним старој египатској цивилизацији.
- Алфред Халиков, руски археолог и историчар бугарског порекла.
- Бедрих Хрозни, чешки археолог и лингвиста.

## Ш
- Јанко Шафарик, српски лекар, нумизматичар, музеолог и библиотекар.[33]
- Шен Ко, кинески научник и државник Сонг династије (960—1279). Изврсност је показао на многим научним пољима и државништву. Био је математичар, астроном, метеоролог, геолог, зоолог, ботаничар, фармаколог, агроном, археолог, етнограф, картограф, енциклопедиста, генерал, дипломата, хидрауличар, проналазач, академик, министар финансија, државни инспектор, песник, и музичар.
- Хајнрих Шлиман, немачки археолог који је своје целокупно богатство стечено у младости трговином потрошио на археолошка истраживања. Открио је 1868. Троју, користећи се подацима из Хомерових спевова „Илијада“ и „Одисеја“, а ископавао је у Микени, Орхомену и Итаци.
- Филип-Шарл Шмерлинг, белгијски лекар и праисторичар, који је познат по открићу фосилних остатака неандерталског човека. Први је открио лобању бића које је припадало неандерталцу, у долини Енже, у Валонији, у Белгији, 1829. године. Ово је прво отркиће остатака неандерталаца, пре званичног у долини реке Неандер 1856. године.[34]